# Meroloba gestroi
Meroloba gestroi är en skalbaggsart som beskrevs av Ernst Gustav Kraatz 1897. Meroloba gestroi ingår i släktet Meroloba och familjen Cetoniidae. Inga underarter finns listade i Catalogue of Life.